# گنجشک دریاکنار
گنجشک دریاکنار (نام علمی: Ammospiza maritima) گونه‌ای از خانوادهٔ گنجشکان آمریکایی است.
زیستگاه زادآوری آنها باتلاق‌های نمکی در سواحل اقیانوس اطلس و خلیج آمریکا از جنوب نیوهمپشایر تا جنوب تگزاس است. لانه یک فنجان باز است که معمولاً در نمکزار روی نی‌های جزر و مدی و علف‌های اسپارتینا ساخته می‌شود. ماده‌ها دو تا پنج تخم می‌گذارند.